# Парадорн Сричапан
Парадорн Сричапан (тај. ภราดร ศรีชาพันธุ์) је бивши тајландски тенисер.
Био је први тенисер из Азије који се пласирао међу 10 најбољих тенисера света у појединачној конкуренцији.

## Каријера
1979 - Рођен у граду Кон Каен на Тајланду.
1989 - На телевизији посматра тријумф свог идола Мајкла Ченга на Ролан Гаросу.
1997 - Постаје професионалац на АТП-у.
1998 - У пару са братом Нараторном осваја златну медаљу на Азијским играма.
2002 - Игра у четири АТП финала и осваја две титуле (Лонг Ајленд и Стокхолм). На Азијским играма осваја злато у синглу. Побеђује Андреа Агасија у другом колу Вимблдона.
2003 - Осваја титулу у Ченају и успешно брани титулу у Лонг Ајленду и остварује најбољи пласман у каријери - девето место. Побеђује Рафаела Надала у трећем колу Вимблдона.
2004 - Осваја своју пету и последњу АТП титулу у Нотингему.
2007 - Због повреде шаке пропушта целу сезону.
2010 - Објављује званично повлачење.

## Финала на АТП турнирима

### Појединачно (11)

#### Победе (5)
| Бр. | Датум         | Турнир            | Подлога   | Противник         | Резултат              |
| --- | ------------- | ----------------- | --------- | ----------------- | --------------------- |
| 1.  | Август 2002.  | Лонг Ајленд, САД  | тврда     | Хуан Игнасио Чела | 5-7, 6-2, 6-2         |
| 2.  | Октобар 2002. | Стокхолм, Шведска | тврда (д) | Марсело Риос      | 6–7(2), 6–0, 6–3, 6–2 |
| 3.  | Јануар 2003.  | Ченај, Индија     | тврда     | Карол Кучера      | 6–3, 6–1              |
| 4.  | Август 2003.  | Лонг Ајленд, САД  | тврда     | Џејмс Блејк       | 6–2, 6–4              |
| 5.  | Јун 2004.     | Нотингем, УК      | трава     | Томас Јохансон    | 1–6, 7–6(4), 6–3      |

#### Порази (6)
| Бр. | Датум         | Турнир            | Подлога   | Противник     | Резултат         |
| --- | ------------- | ----------------- | --------- | ------------- | ---------------- |
| 1.  | Јануар 2002.  | Ченај, Индија     | тврда     | Гиљермо Кањас | 6–4, 7–6(2)      |
| 2.  | Август 2002.  | Вашингтон, САД    | тврда     | Џејмс Блејк   | 1–6, 7–6(5), 6–4 |
| 3.  | Јул 2003.     | Индианополис, САД | тврда     | Енди Родик    | 7–6(2), 6–4      |
| 4.  | Јануар 2004.  | Ченај, Индија     | тврда     | Карлос Моја   | 6–4, 3–6, 7–6(5) |
| 5.  | Јануар 2005.  | Ченај, Индија     | тврда     | Карлос Моја   | 3–6, 6–4, 7–6(5) |
| 6.  | Октобар 2005. | Стокхолм, Шведска | тврда (д) | Џејмс Блејк   | 6–1, 7–6(6)      |